# Fogderi
Et fogderi er et historisk administrativt distrikt. Ordet betyder egentlig en fogeds embedsområde. Der var været fogderier i Norge og i Hertugdømmet Slesvig.
Der var 56 fogderier i Norge i 1894. De blev afskaffede fra 1894 efterhånden som fogederne fratrådte deres embede.
Fogderier i Hertugdømmet Slesvig hørte ikke med til herrederne, men udgjorde ofte spredte områder i herrederne. Visse funktioner som  kriminal- og civile processager hørte dog under det omliggende herred.